# Marinha de Israel
A Marinha de Israel (em hebraico: חיל הים הישראלי, transl. Heil HaYam HaYisra'eli) é o braço naval das Forças de Defesa de Israel, operando primeiramente no mar Mediterrâneo, a oeste e no golfo de Eilat e no golfo de Suez, no mar Vermelho, ao sul. O atual comandante da marinha israelense é Eli Sharvit.

## Bases
- Haifa - Frota de barcos lança-mísseis, frota de submarinos, unidade 914 de barcos de patrulha

O símbolo da base de Haifa é composto por duas flechas - uma significa a frota de barcos lança-mísseis, e a outra a frota de submarinos.
- Base de Atlit - base dos Shayetet 13
- Base de Asdode - unidade 916 de barcos patrulheiros

O símbolo da base de Asdode são duas flechas opostas
- Base de Eilat - unidade 915 de barcos patrulheiros

A base de Eilat foi fundada em 1951 e está em comando da Zona Naval do Mar Vermelho desde 1981, quando o centro de comando naval do mar Vermelho foi retirado de Sharm el-Sheikh, de acordo com os termos do acordo de paz entre Egito e Israel
O símbolo da base de Eilat mostra os telhados vermelhos das casas da cidade
- Base de Treinamento Naval - localizada em Haifa.

As escolas de operações submarinas, de operações dos barcos lança-mísseis e a escola de comando naval se localizam na Base de Treinamento Naval
- Mamtam (hebraico: ממת"ם) - IT, processos e informática

Mamtam é uma pequena unidade responsável por todos os sistemas de tecnologia da informação, comunicações e infraestrutura de computadores, tanto logística quanto operacional, da Marinha israelense. Os soldados que servem nesta unidade são principalmente programadores e detentores de diplomas universitários em Engenharia, Ciência da Computação e outros campos da tecnologia.
O símbolo da base de Haifa é uma coruja, simbolizando a sabedoria e o aprendizado.
- Estaleiros navais
- Quartel-general da marinha - Telavive

## Lista de comandantes

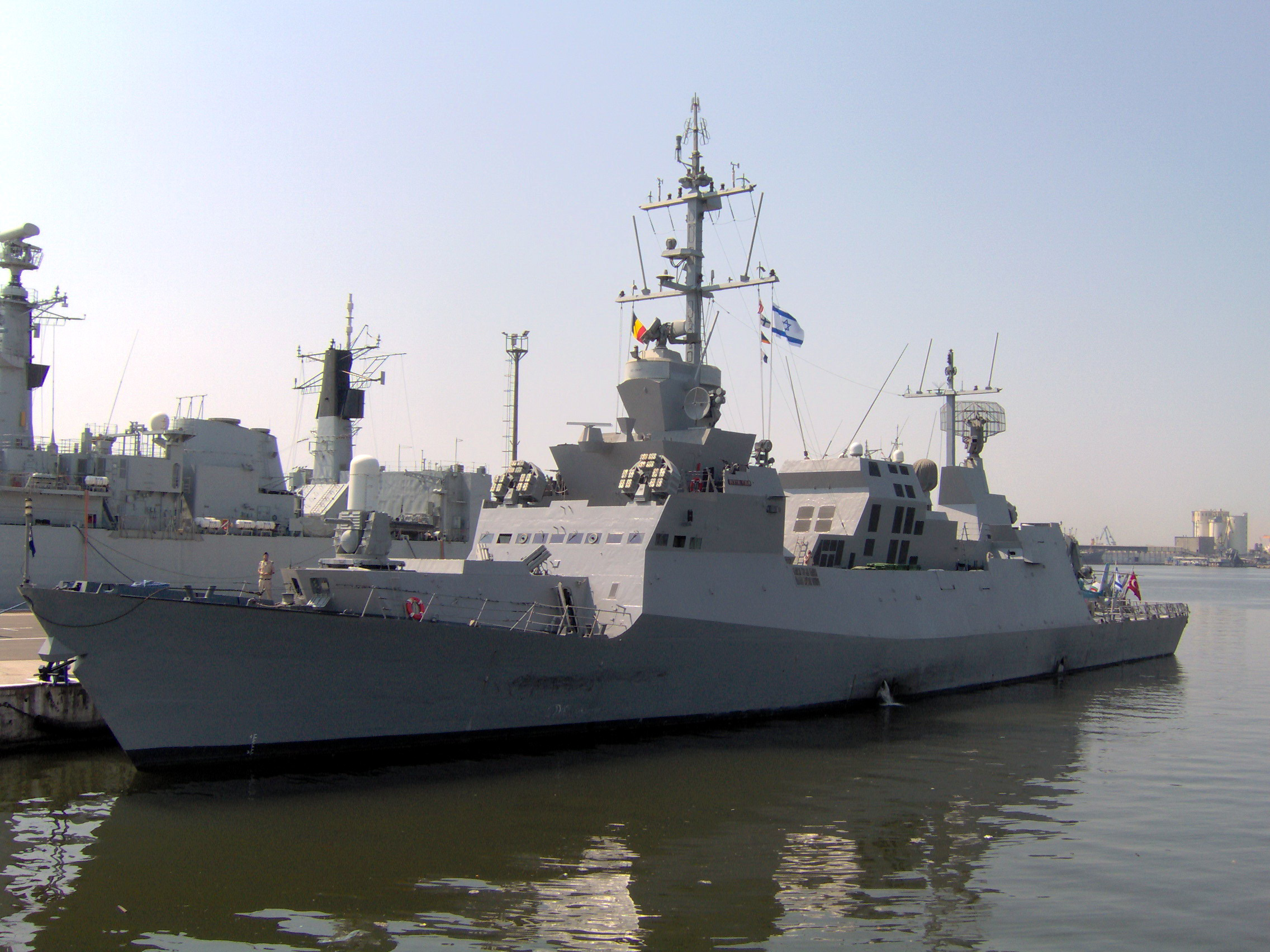
Uma corveta israelense.

- Gershon Zak 1948-1949[2]
- Paul Shulman 1949[2]
- Shlomo Shamir 1949-1950[2]
- Mordechai Limon 1951-1954[2]
- Shmuel Tankos 1954-1960[2]
- Yohai Ben-Nun 1960-1966[2]
- Shlomo Harhel 1966-1968[2]
- Abraham Botzer 1968-1972[2]
- Benjamin Telem 1972-1975[2]
- Michael Barkai 1975-1978[2]
- Ze'ev Almog 1979-1985[2]
- Abraham Ben-Shushan 1985-1989[2]
- Michael Ram 1989-1992[2]
- Ami Ayalon 1992-1995[2]
- Alex Tal 1995-1999[2]
- Yedidya Yaari 1999-2004[2]
- David Ben Ba'ashat 2004-2007[2]
- Eli Marom 2007-2011[2]
- Ram Rothberg 2011-2016[2]
- Eli Sharvit 2016-2021[2]
- David Salama 2021-presente[2]